# Сенсуализъм
Сенсуализмът е философско учение, направление в теорията на познанието, според която сетивата и възприятието са основен и достоверен източник на познанието. Признаване чувствените наслади като цел на живота и висше благо. Противостои на рационализма.
Основни представители:
- Джон Лок
- Етиен Боно де Кондилиак